# Manoba apicalis
Manoba apicalis är en fjärilsart som beskrevs av George Francis Hampson 1903. Manoba apicalis ingår i släktet Manoba och familjen trågspinnare. Inga underarter finns listade i Catalogue of Life.